# Luisella Pavan-Woolfe
Luisella Pavan-Woolfe (Trieste, 29 dicembre 1950) è una diplomatica italiana.
Dal 2015 è direttrice della sede italiana del Consiglio d'Europa.

## Biografia
Luisella Pavan-Woolfe ha studiato negli Stati Uniti, Norvegia, Danimarca e si è laureata in Scienze Politiche magna cum laude presso l'Università di Padova. Qui divenne successivamente assistente di diritto anglo-americano.
Dal 1975, in qualità di funzionaria della Commissione europea, ha sviluppato nuove politiche e legislazioni nei settori della protezione dell'ambiente, della parità tra donne e uomini e delle persone con disabilità. Come direttrice del Fondo sociale ha gestito fondi a sostegno della formazione professionale, dell'occupazione e dell'istruzione nell'Unione europea.
È stata la prima direttrice per le pari opportunità ad essere nominata dalla Commissione Europea nel 2005. In questa veste è stata responsabile degli sviluppi delle politiche dell'Unione europea nei settori del genere e della lotta contro ogni forma di discriminazione.
Nel 2007 è stata nominata rappresentante presso il Consiglio d'Europa. Come membro dello staff del Servizio europeo per l'azione esterna, ha aperto la prima delegazione dell'Unione europea al Consiglio d'Europa. Ha lavorato a Strasburgo come ambasciatrice dell'UE presso il Consiglio d'Europa e capo delegazione dal 2010 al 2014. Il suo mandato ha coperto i campi dei diritti umani e della governance democratica nell'Europa allargata.
Dal 2015 è a Venezia in qualità di direttrice della sede italiana del Consiglio d’Europa. Qui il suo lavoro si focalizza nei settori dei diritti culturali quali diritti umani e componente essenziale di sistemi democratici; del patrimonio culturale come fonte di identità e fattore determinante nella riconciliazione e prevenzione dei conflitti.

## Pubblicazioni
È autrice di numerosi articoli su tematiche europee e libri sulle interrelazioni tra questioni sociali e politiche per l'occupazione nell'UE oltre che sul patrimonio culturale.
- Luisella Pavan-Woolfe, Il fondo sociale europeo nello sviluppo italiano, Seam, 1998, ISBN 8881792001.
- Il valore del patrimonio culturale per la società e le comunità. La Convenzione del Consiglio d'Europa tra teoria e prassi, Linea Edizioni, 2019, ISBN 8899644705.

## Riconoscimenti
È stata insignita del premio Marisa Bellisario nel 1998.